# Carl Bössenroth
Gottlieb Carl Albert Bössenroth (* 6. Februar 1863 in Berlin; † 26. September 1935 ebenda) war ein deutscher Maler. Er wirkte in München, Dachau, Eckernförde und Berlin.

## Leben

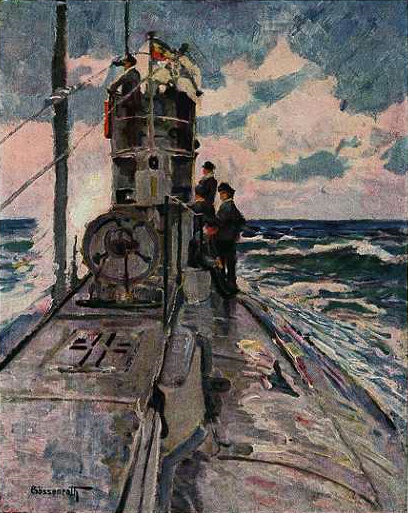
Carl Bössenroth: Auf der Fahrt, um 1917

Nach dem Studium an der königlichen Akademie der Künste in Berlin sowie der Kunstakademie in München ließ sich Bössenroth 1890 in München nieder und schuf dort seine ersten Werke. Aus dieser Zeit stammen stimmungsvolle, großformatige Ölbilder mit Straßenszenen aus München und Umgebung, darunter Darstellungen des Marienplatzes bei Tag sowie bei Nacht. Diese weisen Bössenroth als Vertreter des Impressionismus aus. Er entwickelte insbesondere mit seiner oft nur schemenhaften Gestaltung der Figuren einen eigenen, charakteristischen Stil.
Am 6. Juni 1905 kaufte der Künstler in Dachau ein Eckgrundstück im sog. Künstlerviertel und errichtete ein kleines Wohnhaus mit Atelier. Ebenda betrieb er eine kleine Farbenmanufaktur zur Herstellung von Tempera-Pastell-Farben, die er entwickelt hatte und sich patentieren ließ. Ein Originalfarbkasten aus jener Zeit ist heute im Besitz des Carl-Bössenroth-Archivs. Bereits 1910 verkaufte er das Anwesen an den Kunstmaler Otto Richard Gans, der ein großzügige Villa erbauen ließ, in der das kleine Haus von Bössenroth aufging.
Zahlreiche Reisen führten ihn nach Italien, auf die Kanarischen Inseln, die Shetlandinseln und nach Norwegen. 1906 siedelte er nach Dachau über, wo sich zum damaligen Zeitpunkt eine Malerkolonie etabliert hatte. Zu den bekanntesten Vertretern dieser von ca. 1850 bis 1914 existierenden Gemeinschaft gehören Lovis Corinth und Carl Spitzweg.

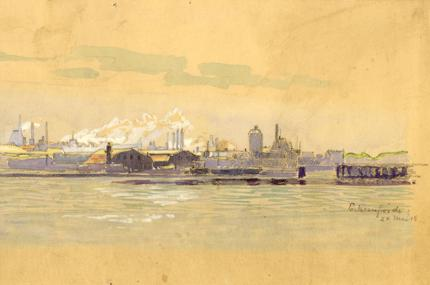
Carl Bössenroth: Eckernförde, Aquarell, 1918

1916 wurde Bössenroth als Marinemaler zunächst in Kiel, ab Mai in Eckernförde tätig. Aus dieser Epoche seines Schaffens sind zahlreiche Werke mit Darstellungen des dortigen Stadt- und Hafenlebens erhalten; einige davon befinden sich heute im Museum Eckernförde. In den 1920er und 1930er Jahren hielt er sich häufig auf der Ostseeinsel Fehmarn auf, wo er zahlreiche Malaufträge einheimischer Hofbesitzer erfüllte.
Ab 1919 lebte Bössenroth in Hamburg, ab 1921 wieder in Berlin, wo er 1935 völlig verarmt starb. 
Das Carl-Bössenroth-Archiv des städtischen Museums Eckernförde pflegt den malerischen Nachlass des Künstlers und hat ein Werkverzeichnis erarbeitet, das laufend ergänzt wird. Im Jahr seines 75. Todestages fand vom 3. Juli bis 22. August 2010 aus Anlass des 35-jährigen Bestehens des Museums Eckernförde (im Anschluss an die erste Ausstellung 2000) eine weitere große Ausstellung statt, auf der überwiegend bisher nicht öffentlich gezeigte Werke des Künstlers aus Privatbesitz ausgestellt waren.